# Institut supérieur de biotechnologie de Monastir
L'Institut supérieur de biotechnologie de Monastir (arabe : المعهد العالي للبيوتكنولوجيا بالمنستير) ou ISBM est un établissement universitaire tunisien situé à Monastir.
L'institut, composante de l'université de Monastir, est fondé par le décret n°1912 du 14 août 2001, et se situe sur l'avenue Tahar-Haddad, à côté du siège administratif de l'université de Monastir et au voisinage de la faculté de médecine dentaire et la faculté de pharmacie.
L'établissement offre des certifications dans le cadre de licences, masters et doctorats :
- Licence appliquée :
  - biotechnologie ;
  - agroalimentaire et alimentation ;
- Licence fondamentale : sciences de la vie ;
- Master (régime LMD) :
  - master professionnel contrôle qualité et hygiène ;
  - master de recherche génétique, diversité biologique et physiologique ;
- Master (ancien régime) : génétique et biodiversité ;
- Doctorat : sciences biologiques et biotechnologie.